# Danse serpentine
Danse serpentine fue una película muda francesa de 1896 dirigida por Georges Méliès. Fue estrenada por la Star Film Company de Méliès y ocupa el puesto 44 en sus catálogos.  La película actualmente se presume perdida.

## Trama
Una mujer vestida con un vestido suelto baila en el escenario de un teatro.